# SUSE Linux Enterprise Desktop

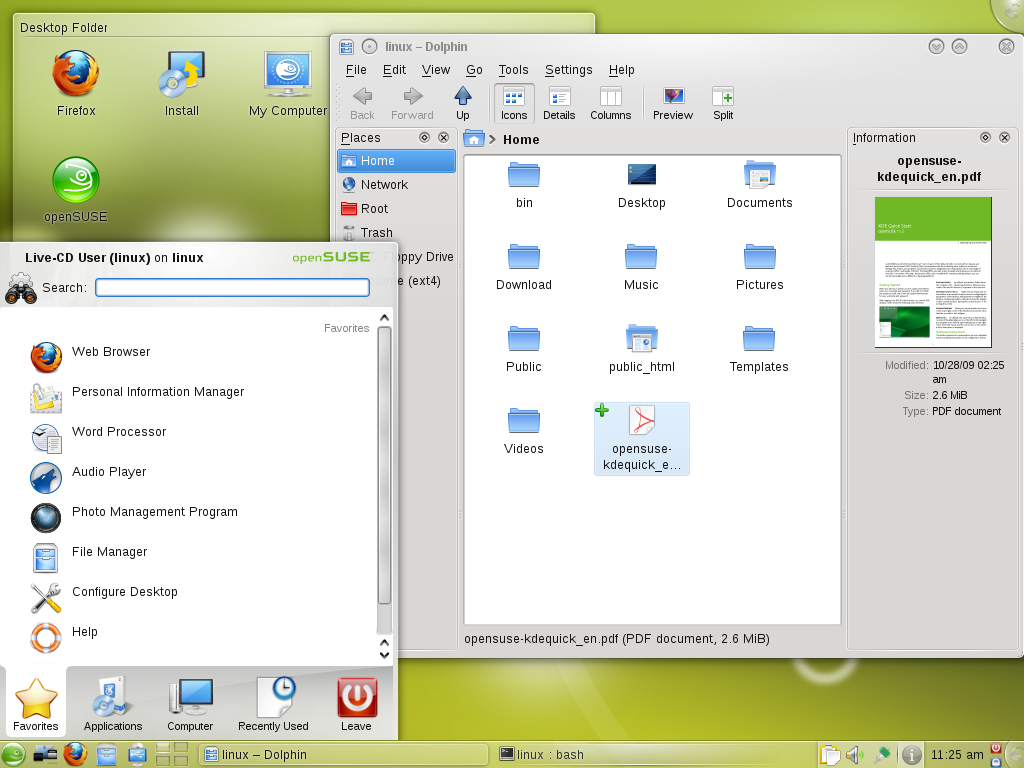
Вид KDE на SUSE Linux Enterprise 10 SP2

SUSE Linux Enterprise Desktop (SLED) — дистрибутив Linux компании SUSE (входит в группу Attachmate), ранее выпускавшийся компанией Novell. Дистрибутив ориентирован для применения в организациях в качестве операционной системы для рабочих станций. Новые версии выходят с периодичностью раз в два года, дополнительно выходят промежуточные версии в виде сервис-паков. Компания-разработчик оказывает коммерческую поддержку пользователям. Многие[какие?] производители программного и аппаратного обеспечения включили SLED в число поддерживаемых ими дистрибутивов Linux.
Среди особенностей дистрибутива отмечаются поддержка эффектов рабочего стола Xgl и Compiz, поддержка MP3, наличие встроенной локальной поисковой системы (Beagle), полная поддержка виртуализации Windows Server 2008 и Windows Server 2003, поддержка режима записи для разделов с файловой системой NTFS, улучшенная поддержка взаимодействия с Microsoft Active Directory.

## История версий
Предшественником SLED является Novell Linux Desktop.
Дистрибутив версии SLED 10 официально представлен 17 июля 2006 года; версия SLED 11 — 29 марта 2009 года.
Версия SLED 11 Service Pack 2, включает ядро Linux 3.0.26, GNOME 2.28, KDE 4.3.4, Xorg 7.4 гипервизор Xen версии 4, специальную сборку офисного пакета LibreOffice от Novell, которая поддерживает чтение и запись документов в формате Office Open XML (Microsoft Office 2007), поддержку VBA-макросов.

## Современные версии
- SLED 12 — ноябрь 2014 года
- SLED 15 — июль 2018 года (текущее поколение, поддерживается схема сервис-паков)
- SLED 15 SP6 — представлен 26 июня 2024 года. В этой версии реализованы новые возможности установки с помощью Unified Installer (отказ от DVD-образов в пользу сетевых и полноценных установочных образов), поддержка развёртывания в среде Windows Subsystem for Linux (WSL), улучшена интеграция с корпоративными средами, расширена поддержка аппаратных функций и современных технологий распространения ПО, таких, как Flatpak.[1]

## Особенности последних версий
В последних выпусках SUSE Linux Enterprise Desktop реализованы следующие возможности:
- Поддержка Unified Installer, позволяющего устанавливать систему как с полноценных образов, так и через сеть;
- Возможность установки и запуска в среде Windows Subsystem for Linux (WSL);
- Улучшенная интеграция с корпоративной инфраструктурой;
- Расширенная поддержка современных аппаратных компонентов и технологий виртуализации;
- Поддержка современных форматов распространения программного обеспечения, включая Flatpak.[1]

## Отличия SLED от openSUSE
Развитие дистрибутивов SUSE идёт по двум направлениям: openSUSE и SUSE Linux Enterprise, проект openSUSE разрабатывается сообществом и служит базой для развития коммерческих вариантов SUSE Linux Enterprise. Основным отличием является платная поддержка коммерческих продуктов SUSE Linux Enterprise.